# Tiếng Kazakh
Tiếng Kazakh (қазақ тілі, қазақша, qazaq tılı, qazaqşa, قازاق ٴتىلى, قازاقشا; phát âm [qɑˈzɑq tɘˈlɘ]) là một ngôn ngữ Turk thuộc về nhánh Kipchak (hay Turk Tây Bắc), và có quan hệ gần với tiếng Nogai, tiếng Kyrgyz, và đặc biệt là tiếng Karakalpak. Đây là ngôn ngữ chính thức của Cộng hòa Kazakhstan và là một ngôn ngữ thiểu số đáng kể lại châu tự trị dân tộc Kazakh Ili tại Khu tự trị dân tộc Uyghur Tân Cương của Cộng hòa Nhân dân Trung Hoa, cũng như tại tỉnh Bayan-Ölgii của Mông Cổ. Tiếng Kazakh cũng được nói bởi nhiều người Kazakh trên khắp Liên Xô cũ (gồm khoảng 500.000 tại Liên bang Nga theo thống kê 2002), Afghanistan, Iran, Thổ Nhĩ Kỳ, và Đức.
Như các ngôn ngữ Turk khác, đây là một ngôn ngữ chắp dính.
Vào tháng 10 năm 2017, Tổng thống Kazakh Nursultan Nazarbayev đã ra tuyên bố rằng chính phủ sẽ chuyển từ sử dụng bảng chữ cái Kirin sang bảng chữ cái Latinh vào năm 2025.

## Phân bố
Tiếng Kazakh hiện diện trên một vùng rộng lớn, từ dãy núi Thiên Sơn tới bờ tây của biển Caspi. Nó là ngôn ngữ chính thức của Kazakhstan, với gần người 10 triệu người bản ngữ. Ở Trung Quốc, hơn một triệu người Kazakh định cư tại Ili thuộc Tân Cương.